# David Roldán Lara
David Roldán Lara (Chalchihuites, 2 marzo 1902 – Chalchihuites, 15 agosto 1926) è stato un giovane messicano, ucciso a causa della sua fede cristiana. È venerato come santo e martire dalla Chiesa cattolica.

## Agiografia
Nato a Chalchihuites, nello stato di Zacatecas, orfano di padre, dopo essere entrato in seminario da giovanissimo fu costretto ad abbandonarlo e a lavorare in una miniera per mantenere la propria famiglia. Iscritto all'Azione Cattolica, intraprese iniziative vietate dalle leggi antireligiose varate dal governo di Plutarco Elías Calles. Nell'estate del 1929, dopo una manifestazione sindacale, fu fatto prigioniero da un gruppo di soldati e giustiziato poco dopo assieme al cugino Salvador Lara, all'amico Manuel Moralez e al parroco Luis Batis, con l'accusa di aver complottato contro il governo e di fomentare una rivolta armata.
Fu beatificato il 22 novembre 1992 e canonizzato da Papa Giovanni Paolo II il 21 maggio 2000.